# Kraasukanletto
Kraasukanletto eller Pooki-Kraasukka är öar i Finland. De ligger i Bottenviken och i kommunen Ijo i landskapet Norra Österbotten, i den norra delen av landet. Öarna ligger omkring 46 kilometer nordväst om Uleåborg och omkring 580 kilometer norr om Helsingfors.
Arean för den av öarna koordinaterna pekar på är 0,4 hektar och dess största längd är 100 meter i sydöst-nordvästlig riktning. Det finns inga samhällen i närheten.